# Saison NBA 1972-1973
Navigation
Saison 1971-1972 Saison 1973-1974
La saison NBA 1972-1973 est la 24e saison de la NBA (la 27e en comptant les trois saisons de BAA). Les Knicks de New York remportent le titre NBA en battant en Finale les Los Angeles Lakers 4 victoires à 1.

## Faits notables
- Le All-Star Game 1973 s'est déroulé au Chicago Stadium à Chicago, où les All-Star de l'Est ont battu les All-Star de l'Ouest 104-84. Dave Cowens (Celtics de Boston) a été élu Most Valuable Player.
- Les Cincinnati Royals déménagent et deviennent les Kansas City-Omaha Kings, jouant alternativement à Kansas City, Missouri et Omaha, Nebraska.
- Les Philadelphia 76ers réalisent un bilan de 9 victoires - 73 défaites, soit le pire bilan de l'histoire de la NBA jusqu'à la saison 2011-2012 des Bobcats de Charlotte.
- 11e titre de meilleur rebondeur NBA pour Wilt Chamberlain, record NBA inégalé à ce jour.
- Nate Archibald devient le seul joueur de l'histoire de la NBA à être meilleur marqueur (34,0) et meilleur passeur (11,4) lors de la même saison.

## Classements en saison régulière
| Champion de division | Qualifié pour les playoffs | Non qualifié pour les playoffs |

### Par division
| Division Atlantique   | V  | D  | PCT  | GB |
| --------------------- | -- | -- | ---- | -- |
| Celtics de Boston     | 68 | 14 | 82.9 | -  |
| Knicks de New York C  | 57 | 25 | 69.5 | 11 |
| Braves de Buffalo     | 21 | 61 | 21.6 | 47 |
| 76ers de Philadelphie | 9  | 73 | 11.0 | 59 |

| Division Centrale      | V  | D  | PCT  | GB |
| ---------------------- | -- | -- | ---- | -- |
| Bullets de Baltimore   | 52 | 30 | 63.4 | -  |
| Hawks d'Atlanta        | 46 | 36 | 56.1 | 6  |
| Rockets de Houston     | 33 | 49 | 40.2 | 19 |
| Cavaliers de Cleveland | 32 | 50 | 39.0 | 20 |

| Division Midwest           | V  | D  | PCT  | GB |
| -------------------------- | -- | -- | ---- | -- |
| Bucks de Milwaukee         | 60 | 22 | 73.2 | -  |
| Bulls de Chicago           | 51 | 31 | 62.2 | 9  |
| Pistons de Détroit         | 40 | 42 | 48.8 | 20 |
| Kings de Kansas City-Omaha | 36 | 46 | 43.9 | 24 |

| Division Pacifique        | V  | D  | PCT  | GB |
| ------------------------- | -- | -- | ---- | -- |
| Lakers de Los Angeles     | 60 | 22 | 73.2 | -  |
| Warriors de Golden State  | 47 | 35 | 57.3 | 13 |
| Suns de Phoenix           | 38 | 44 | 46.3 | 22 |
| SuperSonics de Seattle    | 26 | 56 | 31.7 | 34 |
| Trail Blazers de Portland | 21 | 61 | 25.6 | 39 |

### Par conférence
| Conférence Est | Conférence Est         | Conférence Est | Conférence Est | Conférence Est |
| No             | Franchise              | Vic.           | Déf.           | PCT            |
| -------------- | ---------------------- | -------------- | -------------- | -------------- |
| 1              | Celtics de Boston      | 68             | 14             | 82.9           |
| 2              | Knicks de New York C   | 57             | 25             | 69.5           |
| 3              | Bullets de Baltimore   | 52             | 30             | 63.4           |
| 4              | Hawks d'Atlanta        | 46             | 36             | 56.1           |
|                |                        |                |                |                |
| 5              | Rockets de Houston     | 33             | 49             | 40.2           |
| 6              | Cavaliers de Cleveland | 32             | 50             | 39.0           |
| 7              | Braves de Buffalo      | 21             | 61             | 21.6           |
| 8              | 76ers de Philadelphie  | 9              | 73             | 11.0           |

| Conférence Ouest | Conférence Ouest           | Conférence Ouest | Conférence Ouest | Conférence Ouest |
| No               | Franchise                  | Vic.             | Déf.             | PCT              |
| ---------------- | -------------------------- | ---------------- | ---------------- | ---------------- |
| 1                | Bucks de Milwaukee         | 60               | 22               | 73.2             |
| 2                | Lakers de Los Angeles      | 60               | 22               | 73.2             |
| 3                | Bulls de Chicago           | 51               | 31               | 62.2             |
| 4                | Warriors de Golden State   | 47               | 35               | 57.3             |
|                  |                            |                  |                  |                  |
| 5                | Pistons de Détroit         | 40               | 42               | 48.8             |
| 6                | Suns de Phoenix            | 38               | 44               | 46.3             |
| 7                | Kings de Kansas City-Omaha | 36               | 46               | 43.9             |
| 8                | SuperSonics de Seattle     | 26               | 56               | 31.7             |
| 9                | Trail Blazers de Portland  | 21               | 61               | 25.6             |

C - Champions NBA

## Play-offs
|  | Demi-finales de Conférence | Demi-finales de Conférence | Demi-finales de Conférence |                       |   | Finales de Conférence    | Finales de Conférence | Finales de Conférence |  |  | Finales NBA | Finales NBA        | Finales NBA |
|  |                            |                            |                            |                       |   |                          |                       |                       |  |  |             |                    |             |
|  | 1                          | Celtics de Boston          | 4                          |                       |   |                          |                       |                       |  |  |             |                    |             |
|  | 4                          | Hawks d'Atlanta            | 2                          |                       |   |                          |                       |                       |  |  |             |                    |             |
|  | 4                          | Hawks d'Atlanta            | 2                          |                       | 1 | Celtics de Boston        | 3                     |                       |  |  |             |                    |             |
|  | Conférence Est             |                            |                            |                       | 1 | Celtics de Boston        | 3                     |                       |  |  |             |                    |             |
|  |                            |                            | 2                          | Knicks de New York    | 4 |                          |                       |                       |  |  |             |                    |             |
|  | 3                          | Bullets de Baltimore       | 2                          | Knicks de New York    | 4 | 1                        |                       |                       |  |  |             |                    |             |
|  | 3                          | Bullets de Baltimore       |                            |                       |   | 1                        |                       |                       |  |  |             |                    |             |
|  | 2                          | Knicks de New York         | 4                          |                       |   |                          |                       |                       |  |  |             |                    |             |
|  |                            |                            |                            |                       |   |                          |                       |                       |  |  | E2          | Knicks de New York | 4           |
|  |                            |                            | O2                         | Lakers de Los Angeles | 1 |                          |                       |                       |  |  |             |                    |             |
|  | 1                          | Bucks de Milwaukee         | 1                          |                       |   |                          |                       |                       |  |  |             |                    |             |
|  | 4                          | Warriors de Golden State   | 4                          |                       |   |                          |                       |                       |  |  |             |                    |             |
|  | 4                          | Warriors de Golden State   | 4                          |                       | 1 | Warriors de Golden State | 1                     |                       |  |  |             |                    |             |
|  | Conférence Ouest           |                            |                            |                       | 1 | Warriors de Golden State | 1                     |                       |  |  |             |                    |             |
|  |                            |                            | 2                          | Lakers de Los Angeles | 4 |                          |                       |                       |  |  |             |                    |             |
|  | 3                          | Bulls de Chicago           | 2                          | Lakers de Los Angeles | 4 | 3                        |                       |                       |  |  |             |                    |             |
|  | 3                          | Bulls de Chicago           |                            |                       |   | 3                        |                       |                       |  |  |             |                    |             |
|  | 2                          | Lakers de Los Angeles      | 4                          |                       |   |                          |                       |                       |  |  |             |                    |             |

## Conférence Ouest

### Demi-finale de Conférence
(1) Milwaukee Bucks contre (4) Golden State Warriors:
Les Warriors remportent la série 4-2
- Game 1 @ Milwaukee:  Milwaukee 110, Golden State 90
- Game 2 @ Milwaukee:  Golden State 95, Milwaukee 92
- Game 3 @ Golden State:  Milwaukee 113, Golden State 93
- Game 4 @ Golden State:  Golden State 102, Milwaukee 97
- Game 5 @ Milwaukee:  Golden State 100, Milwaukee 97
- Game 6 @ Golden State: Golden State 100, Milwaukee 86

(2) Los Angeles Lakers contre (3) Chicago Bulls:
Les Lakers remportent la série 4-3
- Game 1 @ Los Angeles:  Los Angeles 107, Chicago 104
- Game 2 @ Los Angeles:  Los Angeles 108, Chicago 93
- Game 3 @ Chicago:  Chicago 96, Los Angeles 86
- Game 4 @ Chicago:  Chicago 98, Los Angeles 94
- Game 5 @ Los Angeles:  Los Angeles 123, Chicago 102
- Game 6 @ Chicago:  Chicago 101, Los Angeles 93
- Game 7 @ Los Angeles:  Los Angeles 95, Chicago 92

### Finale de Conférence
(2) Los Angeles Lakers contre (4) Golden State Warriors:
Les Lakers remportent la série 4-1
- Game 1 @ Los Angeles:  Los Angeles 101, Golden State 99
- Game 2 @ Los Angeles:  Los Angeles 104, Golden State 93
- Game 3 @ Golden State:  Los Angeles 126, Golden State 70
- Game 4 @ Golden State:  Golden State 117, Los Angeles 109
- Game 5 @ Los Angeles: Los Angeles 128, Golden State 118

## Conférence Est

### Demi-finales de Conférence
(1) Celtics de Boston contre (4) Hawks d'Atlanta:
Les Celtics remportent la série 4-2
- Game 1 @ Boston:  Boston 134, Atlanta 109
- Game 2 @ Atlanta:  Boston 126, Atlanta 113
- Game 3 @ Boston:  Atlanta 118, Boston 105
- Game 4 @ Atlanta:  Atlanta 97, Boston 94
- Game 5 @ Boston:  Boston 108, Atlanta 101
- Game 6 @ Atlanta: Boston 94, Atlanta 78

(2) Knicks de New York contre (3) Baltimore Bullets:
Les Knicks remportent la série 4-1
- Game 1 @ New York:  New York 95, Baltimore 83
- Game 2 @ New York:  New York 123, Baltimore 103
- Game 3 @ Baltimore:  New York 103, Baltimore 96
- Game 4 @ Baltimore:  Baltimore 97, New York 89
- Game 5 @ New York:  New York 109, Baltimore 99

### Finale de Conférence
(1) Celtics de Boston contre (2) Knicks de New York:
Les Knicks remportent la série 4-3
- Game 1 @ Boston:  Boston 134, New York 108
- Game 2 @ New York:  New York 129, Boston 96
- Game 3 @ Boston:  New York 98, Boston 91
- Game 4 @ New York:  New York 117, Boston 110
- Game 5 @ Boston:  Boston 98, New York 97
- Game 6 @ New York: Boston 110, New York 100
- Game 7 @ Boston: New York 94, Boston 78

## Finales NBA
(2) Knicks de New York contre (2) Los Angeles Lakers:
Les Knicks remportent la série 4-1
- Game 1 @ Los Angeles:  Los Angeles 115, New York 112
- Game 2 @ Los Angeles:  New York 99, Los Angeles 95
- Game 3 @ New York:  New York 87, Los Angeles 83
- Game 4 @ New York:  New York 103, Los Angeles 98
- Game 5 @ Los Angeles: New York 102, Los Angeles 93

## Leaders de la saison régulière
| Catégorie                  | Joueur           | Équipe                | Statistique |
| -------------------------- | ---------------- | --------------------- | ----------- |
| Points par match           | Nate Archibald   | Kansas City Kings     | 34.0        |
| Rebonds par match          | Wilt Chamberlain | Los Angeles Lakers    | 18.6        |
| Passes décisives par match | Nate Archibald   | Kansas City Kings     | 11.4        |
| % aux tirs                 | Wilt Chamberlain | Los Angeles Lakers    | 72.7        |
| % aux lancers-francs       | Rick Barry       | Golden State Warriors | 90.2        |

## Récompenses individuelles
- Most Valuable Player : Dave Cowens, Celtics de Boston
- Rookie of the Year : Bob McAdoo, Buffalo Braves
- Coach of the Year : Tom Heinsohn, Celtics de Boston
- Executive of the Year : Joe Axelson, Kansas City-Omaha Kings

- All-NBA First Team :
  - John Havlicek, Celtics de Boston
  - Nate Archibald, Kansas City Kings
  - Kareem Abdul-Jabbar, Milwaukee Bucks
  - Spencer Haywood, Seattle SuperSonics
  - Jerry West, Los Angeles Lakers

- All-NBA Second Team :
  - Elvin Hayes, Baltimore Bullets
  - Rick Barry, Golden State Warriors
  - Dave Cowens, Celtics de Boston
  - Walt Frazier, Knicks de New York
  - Pete Maravich, Hawks d'Atlanta

- NBA All-Rookie Team :
  - Dwight Davis, Cleveland Cavaliers
  - Bob McAdoo, Buffalo Braves
  - Fred Boyd, Philadelphia 76ers
  - Jim Price, Los Angeles Lakers
  - Lloyd Neal, Portland TrailBlazers

- NBA All-Defensive First Team :
  - Dave DeBusschere, Knicks de New York
  - John Havlicek, Celtics de Boston
  - Wilt Chamberlain, Los Angeles Lakers
  - Jerry West, Los Angeles Lakers
  - Walt Frazier, Knicks de New York

- NBA All-Defensive Second Team :
  - Paul Silas, Celtics de Boston
  - Mike Riordan, Baltimore Bullets
  - Nate Thurmond, Golden State Warriors
  - Norm Van Lier, Chicago Bulls
  - Don Chaney, Celtics de Boston

- MVP des Finales : Willis Reed, Knicks de New York